# Пшехська
Пшехська — станиця в Бєлорєченському районі Краснодарського краю. Центр Пшехського сільського поселення.
Населення — 4 915 мешканців (2002).
Станиця розташована лівому березі річки Пшеха за 11 км на південний захід від Бєлорєченська.